# Tetanoceroides dentifer
Tetanoceroides dentifer är en tvåvingeart som beskrevs av Zuska och Berg 1974. Tetanoceroides dentifer ingår i släktet Tetanoceroides och familjen kärrflugor. Inga underarter finns listade i Catalogue of Life.